# Estació de Benimaclet
L'Estació de Benimaclet és una estació de ferrocarril en superfície i subterrani localitzada al barri de Benimaclet de València i que forma part de les línies 3, 4, 6 i 9 de l'operador Metrovalència. L'estació pertany a la zona tarifària A de Ferrocarrils de la Generalitat Valenciana (FGV) i l'Autoritat de Transport Metropolità de València (ATMV). L'adreça oficial de l'estació és el carrer d'Emilio Baró, número 11.

## Història

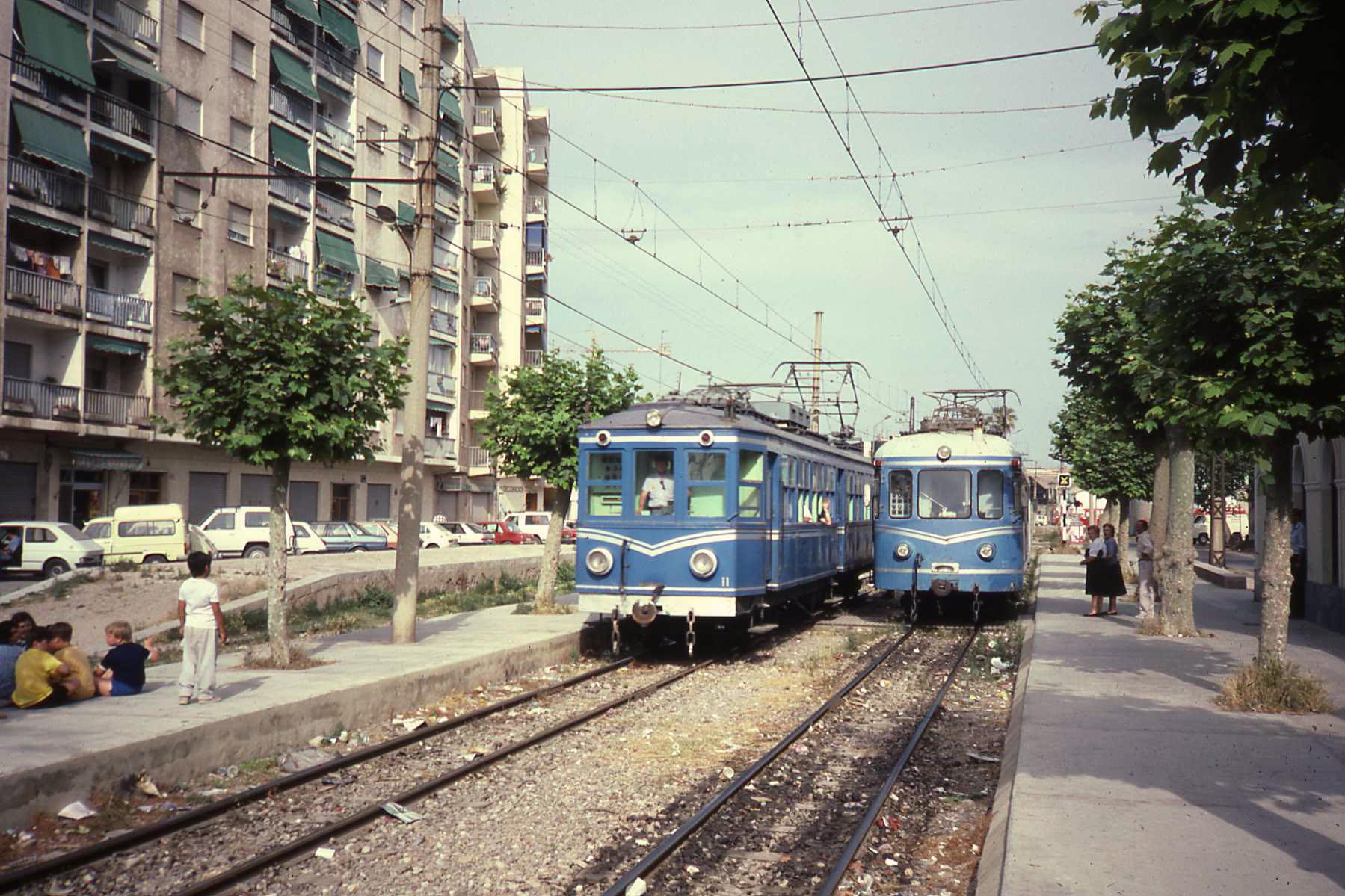
Antiga estació de Benimaclet (87)

La primigènia estació de Benimaclet fou inaugurada el 7 de juliol de 1892 per la Societat Valenciana de Tramvies (SVT) dins de la segona fase de la línia de València al Grau. L'any 1917, després de la fusió comercial, l'estació (com tota la SVT) passaria a estar gestionada per la Companyia de Tramvies i Ferrocarrils de València (CTFV). Amb la fallida el 1964 de la CTFV, l'estació i tota la xarxa passà a ser part dels Ferrocarrils Espanyols de Via Estreta (FEVE), sent transferida el 1987 als Ferrocarrils de la Generalitat Valenciana (FGV). El 30 de gener de 1990 la línia fou desmantellada i l'edfifici de l'estació enderrocat. Coneguda com l'"estacioneta", es trobava on actualment hi ha l'estació de Vicente Zaragozá i comptava amb l'edifici on s'expenien els bitllets i una sala d'espera amb bancs de fusta.

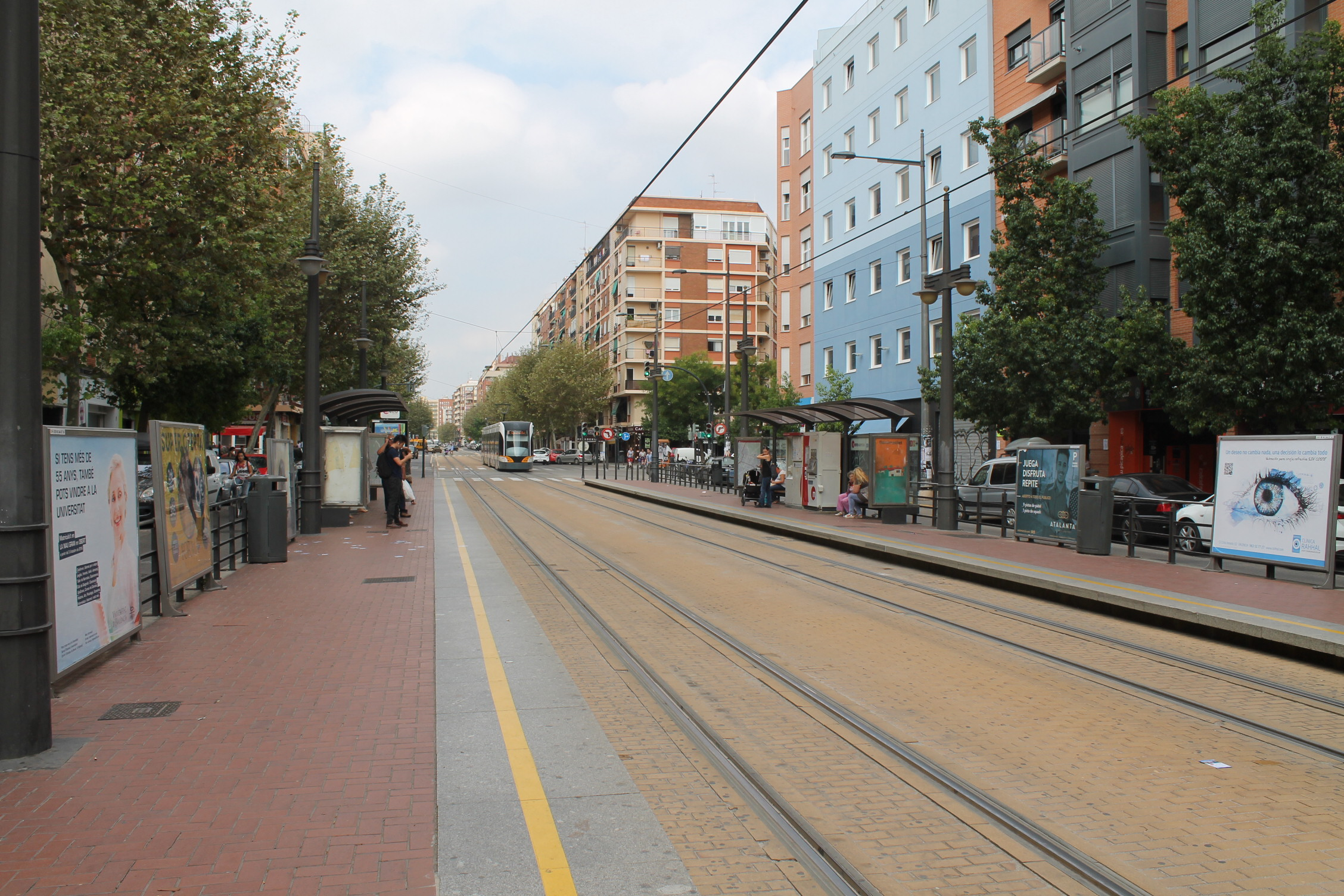
Estació de tramvia de Benimaclet

L'actual estació es va inaugurar en superfície el 21 de maig de 1994 per al nou tramvia de la línia 4 i el 5 de maig de 1995 juntament amb la resta d'estacions de la línia 3 des de Rafelbunyol fins l'estació d'Alameda. L'estació, per tant, va obrir-se amb la creació de l'actual línia 3. Fins a l'inici del servei de l'ampliació de la mateixa línia 3 soterrada cap a l'estació de l'Avinguda del Cid, l'any 1998 amb la creació de la marca "Metrovalència", l'estació de l'Albereda (Alameda) fou l'estació de termini de la línia 3. El 27 de setembre de 2007, amb la inauguració de la línia 6, aquesta començà a prestar servici a l'estació. Finalment, l'any 2015 s'inaugurà la línia 9, que connecta el municipi d'Alboraia amb la zona sud del Camp de Túria.

## Distribució

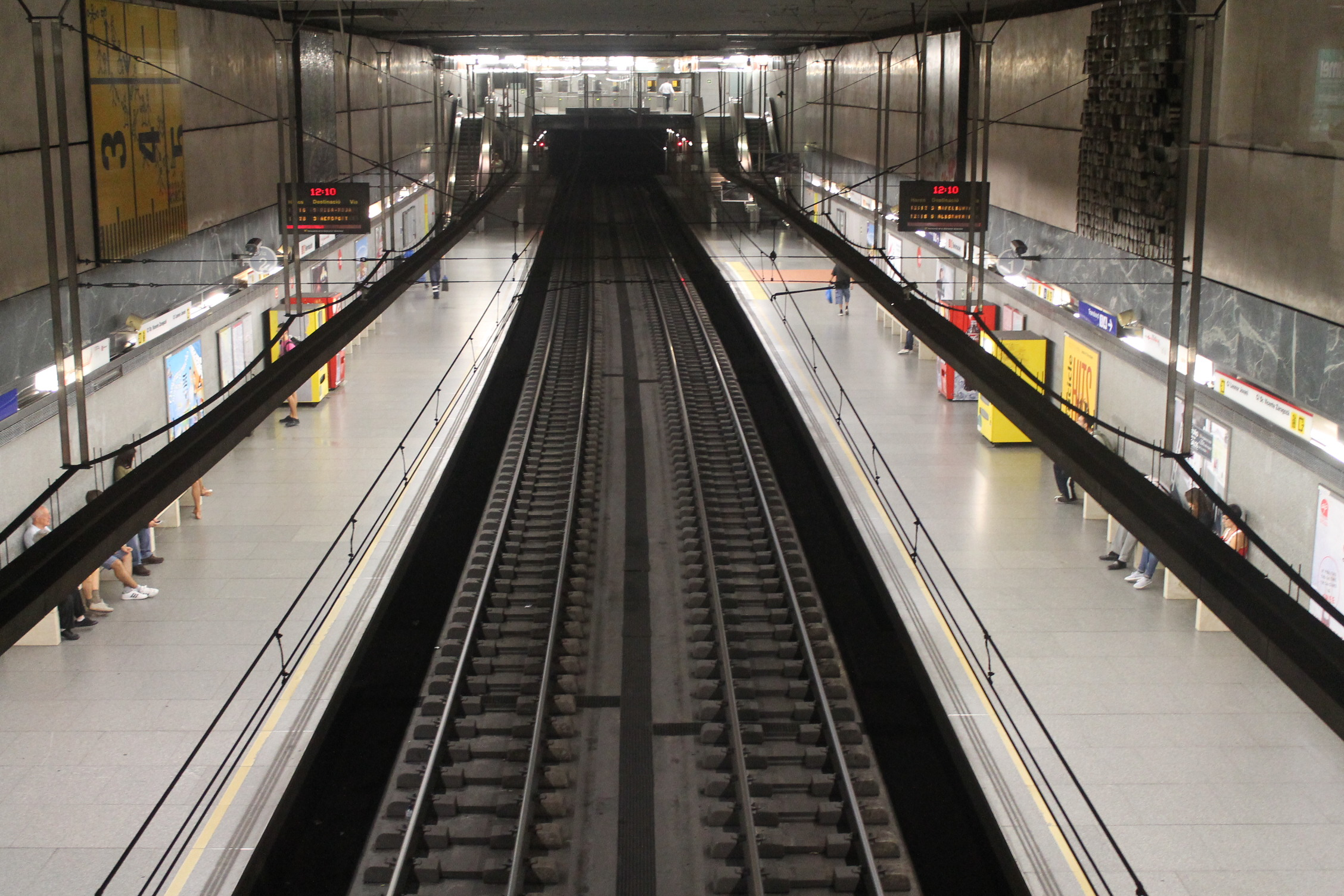
Estació de metro de Benimaclet

L'estació se divideix en dues terminals: la del tramvia, a la superfície, i la del metro, subterrània. Pel que fa a la de tramvia, la tipologia és de dues vies de dobles sentit amb dues andanes a cada banda on s'hi troba l'àrea d'espera i les maquines de venda de bitllets. Mentres, a la de metro l'estructura se divideix en dos subnivells: el superior, on s'hi troben els accessos, les oficines i la venda de bitllets i l'inferior, on hi ha les dues vies de doble sentit i les dues andanes a cada banda. Les andanes no compten amb mampares de seguretat. L'estació disposa d'accessibilitat per a persones amb discapacitat física, visual i auditiva. A més a més, MetroValencia hi té una de les seues oficines d'atenció al públic.
La part subterrània de l'estació té quatre accessos, tots ells al carrer del doctor Vicente Zaragozá.

### Línies
| Procedència/Destinació          | <                        | Línia | >               | Procedència/Destinació |
| ------------------------------- | ------------------------ | ----- | --------------- | ---------------------- |
| Aeroport                        | Facultats-Manuel Broseta |       | Machado         | Rafelbunyol            |
| Mas del Rosari/Fira de València | Trinitat                 | ...   | Vicent Zaragozá | Doctor Lluch           |
| Tossal del Rei                  | Trinitat                 | ...   | Vicent Zaragozá | Marítim                |
| Riba-roja                       | Facultats-Manuel Broseta | ...   | Machado         | Alboraia Peris Aragó   |